# Couturelle
Couturelle és un municipi francès situat al departament del Pas de Calais i a la regió dels Alts de França. L'any 2017 tenia 65 habitants.

## Demografia
El 2017 la població era de 65 persones.
El 2007 hi havia 32 famílies. hi havia 38 habitatges, 34 habitatges principals, tres segones residències i un desocupat. Tots els 38 habitatges eren cases.
El 2007 la població en edat de treballar era de 70 persones, 50 eren actives i 20 eren inactives.